# Greatest Hits with a Twist
Greatest Hits With a Twist – składanka z nagranymi od nowa, znanymi utworami amerykańskiego rapera, DMX-a. Wydana 22 marca 2011 roku w dwóch edycjach, pierwszej na jednej płycie i drugiej na dwóch CD.

## Lista utworów

### CD1
1. Ruff Ryders' Anthem – 3:51*
2. What's My Name? – 4:43*
3. Party Up (Up in Here) – 4:57*
4. X Gon' Give It To Ya – 3:52*
5. What These Bitches Want – 4:15*
6. Get It On The Floor – 4:55*
7. Where The Hood At – 4:53*
8. How's It Goin' Down – 4:29*
9. Slippin' – 5:15*
10. Lord Give Me a Sign – 3:59*
11. Damien – 4:05
12. Who We Be – 4:57

### CD2
1. Where The Hood At [High on XRemix] – 4:54
2. Ruff Ryders' Anthem [Dirty Remix] – 4:08
3. Party Up (Up in Here) [ShootEm' Remix] – 4:58
4. X Gon' Give It to Ya [Fuckin' Twisted Remix] – 3:52
5. Where the Hood At [Billion Dolla Remix] – 3:54
6. Ruff Ryders' Anthem [ElectroRyder Remix] – 3:58
7. Party Up (Up in Here) [What!Remix Remix] – 4:43
8. X Gon' Give It to Ya [Rox n Rolex Remix] – 3:58
9. Get It on the Floor [Ca$h Mob Mix] – 4:09
10. X Gon' Give It to Ya [Cold Chill Remix] – 4:17
11. Lord Give Me a Sign [Jazz Downed Remix] – 3:17
12. What's My Name? [Dubstep Club Remix] – 4:57

" * " utwory, zawarte w obu wersjach albumu.